# William Kvist
William Kvist Jørgensen (ur. 24 lutego 1985 w Rønde) – duński piłkarz grający na pozycji środkowego pomocnika.

## Kariera klubowa
Kvist występował w młodzieżowych drużynach Thorsager Rønde IF oraz KB. W 2004 roku został zawodnikiem FC København, w którym zadebiutował 23 kwietnia 2005 roku w ligowym spotkaniu przeciwko FC Nordsjælland, gdzie zmienił Ole Tobiasena. Od drugiej połowy sezonu 2005/2006 zaczął regularnie występować w barwach zespołu z Kopenhagi. W 2006, 2007, 2009, 2010 oraz 2011 roku zdobywał mistrzostwo Danii, a w 2009 również Puchar Danii.
Latem 2011 roku Kvist został piłkarzem VfB Stuttgart. W Bundeslidze zadebiutował 6 sierpnia 2011 roku w spotkaniu z FC Schalke 04 (3:0). W styczniu 2014 roku został wypożyczony na pół roku do Fulham. W Premier League pierwszy mecz rozegrał 1 lutego 2014 roku z Southampton (0:3). Po zakończeniu sezonu 2013/2014 powrócił do VfB Stuttgart, jednak 1 września 2014 roku przeszedł do Wigan Athletic, w którego barwach rozegrał 26 spotkań w Championship.
W lipcu 2015 roku Kvist powrócił do FC København. Zdobył z tym zespołem mistrzostwo Danii w 2016, 2017 i 2019 roku oraz puchar kraju w 2016 i 2017. W 2019 roku zakończył karierę.

## Kariera reprezentacyjna
Kvist występował w młodzieżowych reprezentacjach Danii. W pierwszej reprezentacji zadebiutował 22 sierpnia 2007 roku w przegranym 0:4 meczu towarzyskim z Irlandią. Był powoływany na Mistrzostwa świata w 2010 i 2018 oraz Euro 2012. Łącznie w reprezentacji Danii rozegrał 81 spotkań, strzelając w nich 2 gole.

## Sukcesy
FC København
- Mistrzostwo Danii: 2005/2006, 2006/2007, 2008/2009, 2009/2010, 2010/2011, 2015/2016, 2016/2017, 2018/2019
- Puchar Danii: 2008/2009, 2015/2016, 2016/2017

Indywidualne
- Piłkarz Roku w Danii: 2010, 2011[6]